# Franz Suter
Franz Suter (Gränichen, 13 de març de 1890 - Courbevoie, 1 de juliol de 1914) va ser un ciclista suís, que fou professional entre 1908 i 1914, any que va morir en ser ferit per un tren quan intentava passar un pas a nivell.
Franz Suter tenia cinc germans, Max, Paul, Fritz, Gottfried i Heiri, tots ells ciclistes.

## Palmarès
- 1911
  - 1r als Sis dies d'Hamburg (amb Paul Suter)
- 1912
  - 1r a la Rund um die Hainleite
  - 1r a la Rund um die Lausitz
  - 1r a la Viena-Berlín
  - 1r a la Nürnberg-Berlín-Nürnberg